# 秦崢
秦崢（？—？），字思謙，直隸大名府開州長垣縣人，匠籍，明朝政治人物。

## 生平
嘉靖十九年（1540年）庚子科順天府鄉試第七十三名舉人。嘉靖四十一年（1562年）中式壬戌科會試第二百八十名，三甲第三十五名進士。初授河南鄢陵县知县，隆庆四年（1570年）官河南灵宝知县。官至平定州知州。

## 家族
曾祖秦浩；祖父秦忠；父秦佐，母朱氏。慈侍下。弟秦岍。